# Otoglyphis
Otoglyphis (sin. Aaronsohnia) je maleni biljni rod iz porodice Glavočika ili Zvjezdanovki (Compositae) kojemu pripada svega dvije vrste Biljka je nalik kamilici, a raširene su po pustinjskim i stepskim krajevima Srednjeg Istoka i sjeverne Afrike, uključujući i Kanarske otoke (Fuerteventura)
Vrsta O. pubescens sadrži eterična ulja koja pokazuju značajna antifungalna djelovanja.
Pod imenom Aaronsohnia je imenovan 1927. od botaničara Otto Warburga (1859–1938) i Alexandera Eiga (1894–1938) po židovskom botaničaru iz Rumunjske Aaronu Aaronsohnu.

## Vrste i podvrste
1. Otoglyphis pubescens Pomel
  1. Otoglyphis pubescens subsp. pubescens
  2. Otoglyphis pubescens subsp. maroccana (Ball) Oberpr. & Vogt
2. Otoglyphis factorovskyi (Warb. & Eig) Oberpr. & Vogt

## Sinonimi
- Aaronsohnia Warb. & Eig
- Aaronsohnia factorovskyi Warb. & Eig, 1927; raste u Izraelu gdje je poznata kao אהרונסוניית פקטורי ,אהרונסוניית פקטורובסקי, dok je Arapi nazivaju قراص- قرقاص.
- Aaronsohnia pubescens (Desf.) K.Bremer & Humphries, 1993